# Escola Tècnica Superior d'Enginyeries Industrial i Aeronàutica de Terrassa
L'Escola Tècnica Superior d'Enginyeries Industrial i Aeronàutica de Terrassa (ETSEIAT) és una institució pública d'ensenyament superior que forma part de la Universitat Politècnica de Catalunya
Aquesta escola ara forma part de l'Escola Superior d'Enginyeries Industrial, Aeroespacial i Audiovisual de Terrassa (ESEIAAT).

## Història
Els estudis d'Enginyeria Industrial a Espanya van crear-se amb un Reial Decret del 4 de setembre de 1850 que permeté l'obertura de les primeres escoles d'ensenyament industrial a Sevilla, Bergara i Madrid. L'Escola Industrial Barcelonesa es va crear l'any 1851, i entre 1867 i 1898 fou l'única escola que es mantingué en funcionament a Espanya.
A Terrassa, des de 1886 funcionava l'"Escola d'Arts i Oficis", sostinguda per l'Ajuntament i la Diputació. Aquest centre fou l'embrió de l'Escola Superior d'Indústries de Terrassa, nascuda de l'impuls regeneracionista que suposava la reforma educativa del 1901. Aquesta llei preveia la creació d'Escoles Superiors a Madrid, Alcoi, Bejar, Gijón, Cartagena, Las Palmas, Vilanova i la Geltrú i Vigo, a més de la terrassenca, i en tres anys es proporcionava l'acreditació corresponent per exercir de pèrit a les diferents especialitats.
El 1902 va entrar en funcionament l'Escola Superior d'Indústries de Terrassa, però en el reglament publicat el 8 de maig de 1904 es deia que "teniendo en cuenta que Tarrasa es un Centro productor de gran importancia en manufacturas textiles, así que las circunstancias de los presupuestos del Estado lo consientan, se crearan en su Escuela Superior de Industrias, los estudios de Ingeniero de Industrias Textiles", per la qual cosa els impulsors de l'Escola (juntament amb el claustre de professors) van posar tots els mitjans al seu abast per tal que aquell mateix any comencessin les classes d'enginyeria.
Tanmateix, els tres nivells d'estudis –elemental, superior i enginyeria- estaven ubicats en les mateixes instal·lacions i formaven una única estructura acadèmica dins el centre, conegut com a Escola Industrial de Terrassa, fins que l'any 1947 es creà el Patronat de l'Escola d'Enginyers d'Indústries Tèxtils de Terrassa, i l'any següent es publicà un pla d'estudis propi per aquesta especialitat, tot desvinculant l'enginyeria de la resta de nivells i amb un cos directiu independent.
La culminació d'aquest llarg procés d'establiment tingué lloc amb la inauguració, el 1962, de l'edifici ubicat al nº11 del Carrer Colom de Terrassa, que ha estat, des d'aleshores, seu de l'ETSEIT (Escola Tècnica Superior d'Enginyers Industrials de Terrassa). Des d'aquest moment, el centre ha impartit estudis d'Enginyeria Industrial de diferents especialitats (tèxtil i paperera, electricitat, electrònica, mecànica, química, construcció) i ha anat incorporant segons cicles d'altres titulacions com els d'Enginyeria en Automàtica i Electrònica Industrial o els d'Enginyeria en Organització Industrial, així com l'opció al Diploma en Automòbils que reben les/els alumnes d'Enginyeria Industrial en finalitzar els tres primers cursos, sempre que realitzin una sèrie d'assignatures relacionades amb el sector de l'automoció.
L'any 2000, i dins el marc del I Congreso de las Mujeres y la Ingeniería, organitzat per l'ETSEIT, el centre modifica el seu nom, no les seves sigles, tot passant a denominar-se Escola Tècnica Superior d'Enginyeria Industrial de Terrassa. Al voltant d'aquestes dates, a l'ETSEIT s'incorporen, a les activitats acadèmiques habituals, les Tutories. Orientades inicialment als estudiants de nova incorporació al centre, proporcionen la possibilitat que els estudiants disposin d'un professor de referència al llarg de la seva vida acadèmica.
El curs 2001/2002, l'ETSEIT va esdevenir pionera en la impartició d'estudis en format semipresencial, amb la implantació del 2n cicle d'Enginyeria en Organització Industrial Semipresencial.
L'any 2003, l'ETSEIT seria guardonada pel Consell Social de la UPC amb el 1r Premi en Qualitat i Innovació Docent a causa de l'implantació de la modalitat semipresencial el curs anterior. Aquell mateix any, l'ETSEIT rep l'encàrrec d'impartir estudis superiors d'Enginyeria Aeronàutica, que s'inicien el curs 2004/2005, canviant el seu nom pel d'ETSEIAT (Escola Tècnica Superior d'Enginyeries Industrial i Aeronàutica de Terrassa).
Des de l'any 2007, l'ETSEIAT fou la primera escola d'enginyeria de la península dirigida per una dona escollint a l'Eulàlia Gríful Ponsati, qui havia liderat, entre d'altres, el projecte de la implantació dels estudis semipresencials a l'ETSEIAT.
El 2013, Miguel Mudarra López, doctor en Ciències Físiques per la Universitat Politècnica de Catalunya, va rellevar el càrrec de director a Eulàlia Gríful, després de 6 anys. Com a docent Mudarra exerceix al Departament de Física i Enginyeria Nuclear. L'equip de direcció que acompanya Mudarra està format per: Inés Algaba, Juan Carlos Cante, Jasmina Casals, Pilar Cortés, Antonio García, David González, Xavier Roca i Pep Simó.

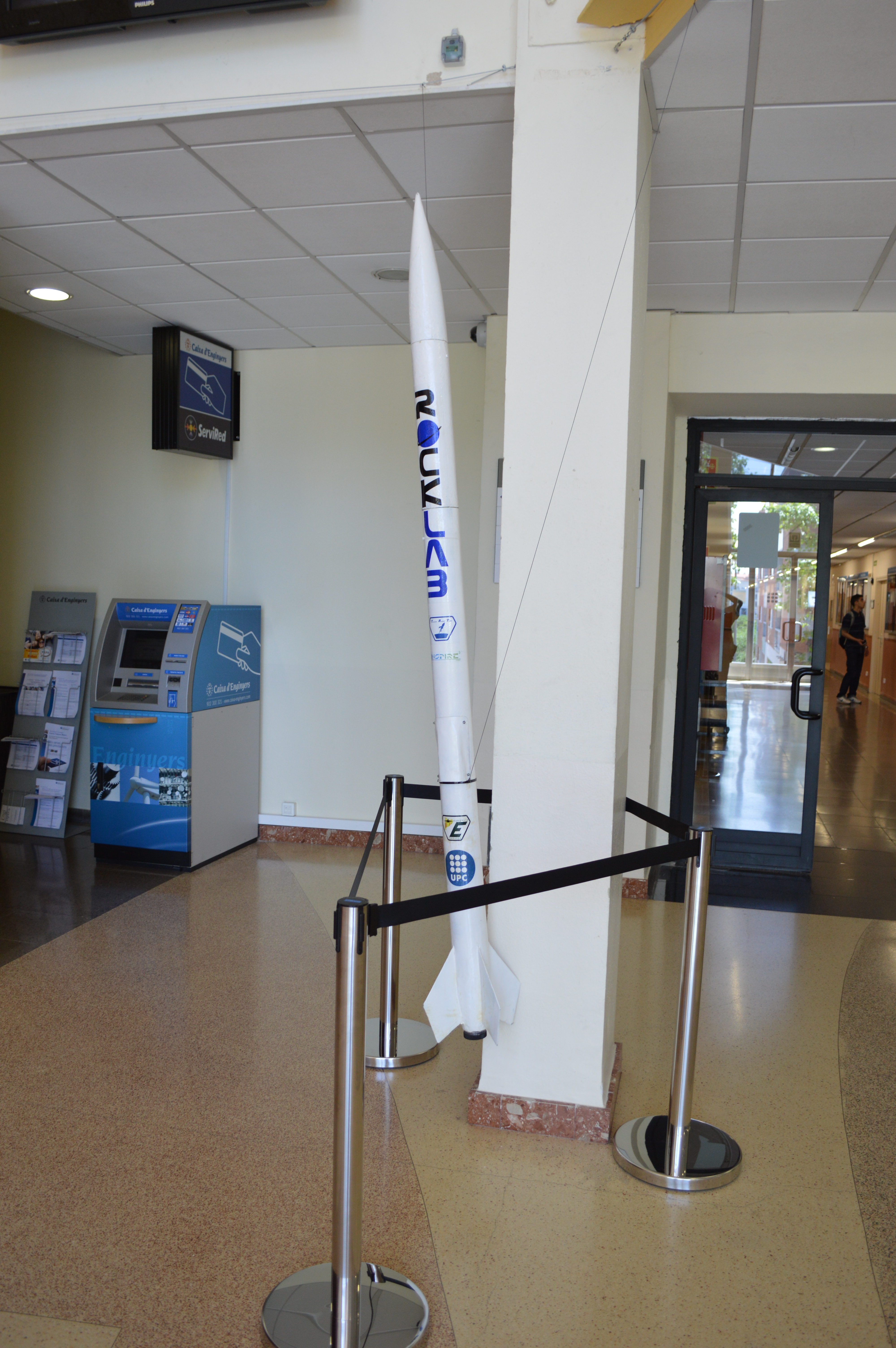
Coet desenvolupat pels alumnes d'EUROAVIA Terrassa exposat a l'entrada de l'ETSEIAT l'any 2016.

El 24 de novembre de 2015 l'ETSEIAT es va fusionar amb l'EET, l'Escola d'Enginyeria de Terrassa, formant l'Escola Superior d'Enginyeries Industrial, Aeroespacial i Audiovisual de Terrassa (ESEIAAT). Aquesta unió va convertir el conjunt en una de les escoles d'enginyeria més grans de Catalunya, juntament amb l'ETSEIB, i es va dur a terme per optimitzar els recursos i incrementar l'oferta formativa.

## Principals magnituds
- Unitats bàsiques amb representació a l'ETSEIAT: 19
- 2.437 estudiants
- 310 personal docent i investigador
- 73 personal d'administració i serveis
- 27 aules dedicades a la docència
- 9 aules de PCs

## Titulacions
Les titulacions que s'impartien l'any 2013 a l'ETSEIAT són:
Graus

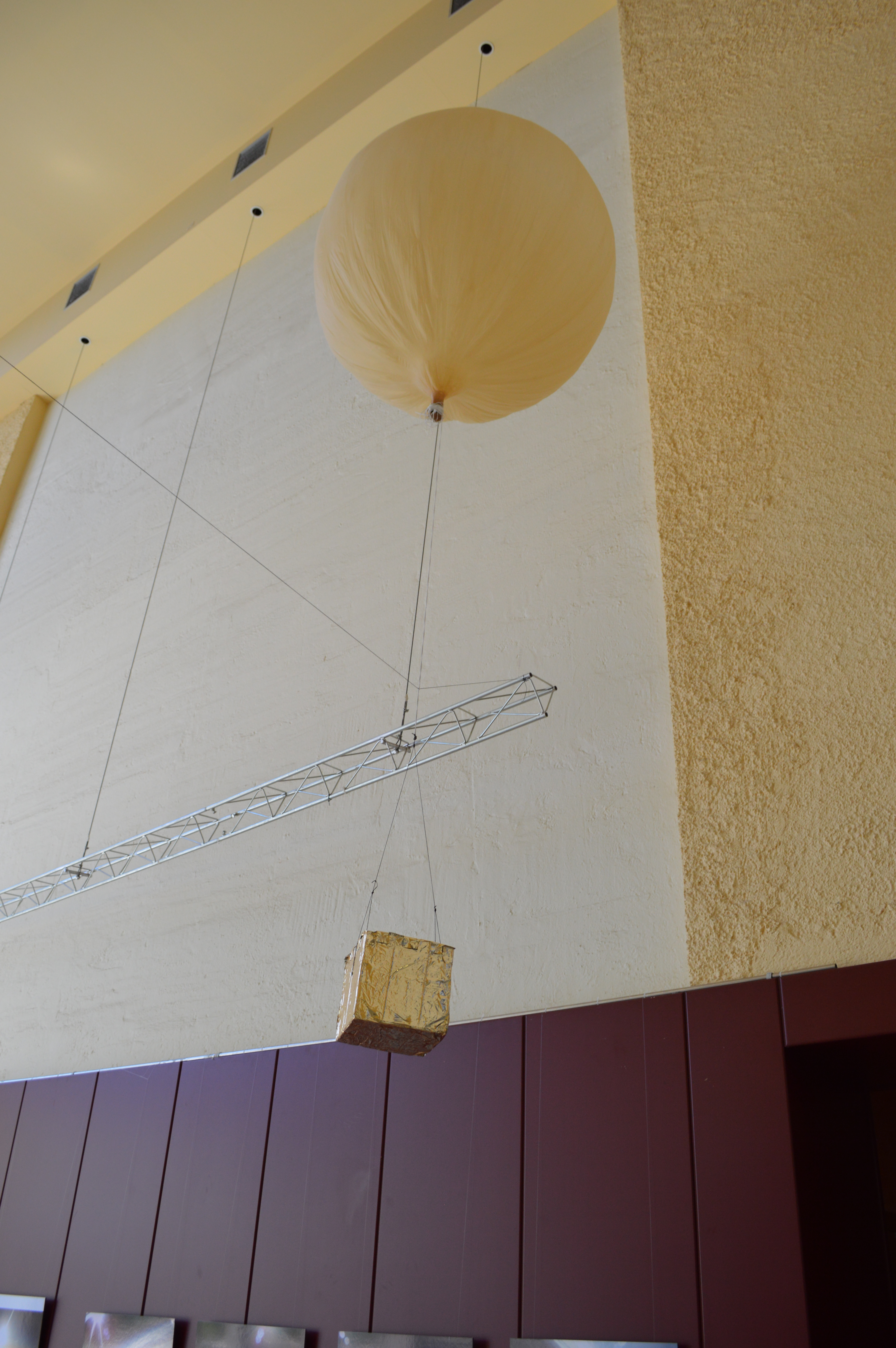
Globus atmosfèric NESLAB desenvolupat per estudiants d'EUROAVIA Terrassa per dur a terme experiments a grans alçades.

- Grau en Enginyeria en Tecnologies Industrials
- Grau en Enginyeria en Tecnologies Aeroespacials
- Grau en Enginyeria en Vehicles Aeroespacials

Màsters
- Màster Universitari en Enginyeria d'Organització (modalitat presencial)
- Màster Universitari en Enginyeria d'Organització (modalitat semipresencial)
- Master's Degree in Management Engineering
- Màster Universitari en Enginyeria de Sistemes Automàtics i Electrònica Industrial
- Màster Universitari en Enginyeria Industria

Dobles titulacions
- Grau en Tecnologies Aeroespacials + Grau en Ciències i Tecnologies de les Comunicacions
- Grau en Tecnologies Aeroespacials + Grau en Enginyeria Civil
- Grau en Tecnologies Aeroespacials + Grau en Informàtica
- Grau en Tecnologies Aeroespacials + Grau en Matemàtiques

Doctorat
- Enginyeria Mecànica, Fluids i Aeronàutica
- Enginyeria Tèrmica
- Enginyeria Tèxtil i Paperera